# Festő rekettye

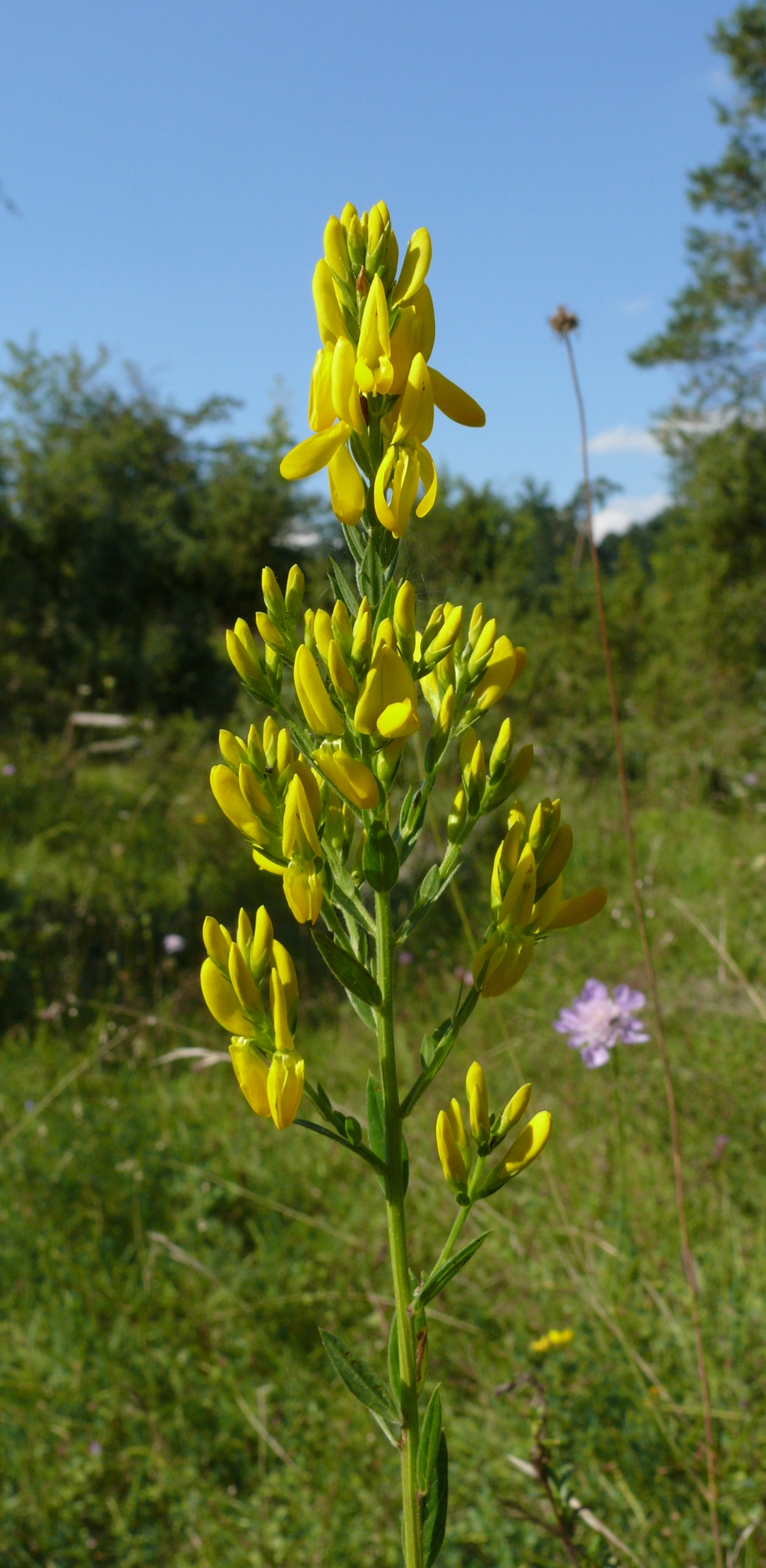

A festő rekettye (Genista tinctoria) a hüvelyesek (Fabales) rendjébe, ezen belül a pillangósvirágúak (Fabaceae) családjába tartozó növényfaj.

## Elterjedés, élőhely
Európában és Kis-Ázsiában 1800 méterig honos, északon Nagy-Britanniáig és Svédország déli részéig elterjedt. Erdőszéleket, cserjés helyeket, főleg savanyú talajokat kedvelő törpecserje.

## Megjelenés, jellemzők
Szára egyszerű, szőrökkel borított egyenes. Levelei lándzsa alakúak, virágai sárga színűek. Kopasz hüvelytermései 6-8 magot tartalmaznak.

## Hatóanyagok
Drogja (Genistae herba) citizinalkaloida-, flavonglikozida-, illóolaj- és cseranyag-tartalmú.

## Gyógyhatás
Teája a vese- és epeműködést serkenti, vizelethajtó, hashajtó. Óvatosan használjuk, mert erős hatású!
Fogyasztása tilos, szerepel az OGYÉI tiltólistáján is.

## Egyéb felhasználás
Nevét onnan kapta, hogy korábban sárga kelmefestékként használták.

## Gyűjtés
A törpecserje friss, virágos-leveles hajtásait gyűjtik.

## Alfajok, változatok
- Genista tinctoria spp. tinctoria – törzsváltozat,
- Genista tinctoria spp. elatior – magas rekettye